# 古金銀
古金銀（こきんぎん）は、現代の古銭収集界では、日本で江戸時代までの時代に鋳造された金貨・銀貨の総称である。

## 概要
江戸時代当時には、貨幣改鋳の時、その時点より前に発行された種類の金貨・銀貨を表す言葉であった。
例えば、元禄8年（1695年）の改鋳の時は、古金銀は慶長金と慶長銀であり、元禄金と元禄銀は新金銀と呼ばれた。そして新金銀がある程度出回る度に「古金銀通用停止」を布告して古金銀引替を促したが実効に乏しかった。
明治時代には、明治4年（1871年）に公布された新貨条例の前文論告で、以前に通用していた金銀を古金銀と称している。
江戸時代に幕府が発行した金貨・銀貨には次のようなものがある。
金貨
- 大判 - 金一枚（四十四匁）を単位とするもので恩賞および贈答に用いられるものであり、本来通貨として一般流通する目的のものではなかったが、市場に流れることもあり相場に応じて取引された。鋳造は大判座が担当。
- 金目建（両・分・朱の単位体系）のもの - 鋳造は金座が担当。
  - 五両判（中判） - 5両、当時の小判に対して1両あたりの金含有量が少ない名目貨幣。
  - 小判 - 1両、本位貨幣的、江戸時代の日本の基軸通貨。
  - 二分金 - 2分（1/2両）、長方形、補助貨幣的、当時の小判に対して1両あたりの金含有量が少ない。
  - 一分金 - 1分（1/4両）、長方形、本位貨幣的、小判と等品位、1/4の量目で、小判と対応する形で発行された。
  - 二朱金 - 2朱（1/8両）、長方形、補助貨幣的、当時の小判に対して1両あたりの金含有量が少ない。ただし元禄二朱金のみ本位貨幣的。
  - 一朱金 - 1朱（1/16両）、正方形、補助貨幣的、当時の小判に対して1両あたりの金含有量が少ない。

現代の古銭収集界では、二分金・一分金・二朱金・一朱金といった、長方形（一朱判は正方形）の金貨を総称して「分金」と呼ぶことがある。
銀貨
江戸時代の銀貨には、大きくは江戸時代初期から発行されていた秤量銀貨と、金貨単位の計数銀貨の2つの系統が存在する。「銀～匁」などという銀目を直接表すのは前者であり、後者は江戸時代後期に発行された金目建（金～両～分～朱）の貨幣である。両者とも鋳造は銀座が担当した。
- 銀目建の秤量銀貨
  - 丁銀 - 形態はナマコ形と呼ばれるやや不揃いな棒状の銀塊。実際には裸でよりも包銀の形で大口取引に用いられた。
  - 豆板銀 - 形態は重量不定の小粒の銀塊で、丁銀と等品位で鋳造された。丁銀に加える形で包銀作成のための重量調整に使われたほか、丁銀と異なり、銀秤を用いて日常の取引に用いられることもしばしばであった。
  - 五匁銀 - 重量（銀目）5匁の定量銀貨。
- 金目建の計数銀貨 - 「金代わり通用の銀」、「金称呼定位銀貨」と呼ばれ、現代の古銭収集界では「分銀」とも呼ばれる。
  - 一分銀 - 1分（1/4両）、長方形。
  - 二朱銀 - 2朱（1/8両）、長方形。明和から文政にかけて発行されたものは「以南鐐八片換小判一兩」と表記され南鐐二朱銀と呼ばれる。
  - 一朱銀 - 1朱（1/16両）、長方形。文政年間に発行されたものは「以十六換一兩」と表記され文政南鐐一朱銀と呼ばれる。

現代の古銭収集界の「古金銀」は、上記のものを主に指すが、他にも地方貨幣の金銀貨や、戦国時代から江戸時代初期に鋳造された領国貨幣なども含む概念である。
古金銀は、現代の機械製の貨幣とは異なり、手作りのため、同種の定位貨幣であっても多少大小があり、長方形ないし正方形の貨幣（分金銀類）の場合も、現代の製品のような正確な形ではなく、多少の歪みのある形となっている。またデザインの一部が欠けていることが多いのも、現代の機械製の貨幣と異なる点である。

## 文献
- 小葉田淳『日本の貨幣』至文堂、1958年。
- 日本貨幣商協同組合『2025年版 日本貨幣カタログ』日本貨幣商協同組合、2024年。ISBN 978-4-930810-30-4。